# Martin Erlić
Martin Erlić (Zadar, 24 de enero de 1998) es un futbolista croata que juega como defensa en el F. C. Midtjylland de la Superliga de Dinamarca.

## Trayectoria
Erlić comenzó su carrera deportiva en la U. S. Sassuolo Calcio en 2017, aunque se marchó cedido al FC Südtirol en la temporada 2017-18 y al Spezia Calcio en la temporada 2018-19.

### Spezia Calcio
Después de la cesión, el Spezia Calcio se hizo con Erlić de manera definitiva, logrando con este equipo el ascenso a la Serie A en la temporada 2019-20. Este ascenso fue el primero a la Serie A en toda la historia del Spezia. El 31 de agosto de 2021 se hizo oficial su vuelta a la U. S. Sassuolo Calcio, aunque se mantuvo en el Spezia Calcio como cedido hasta final de temporada.
El 2 de agosto de 2024, tras haber descendido a Serie B con la U. S. Sassuolo Calcio, fichó por el Bologna F. C. 1909. En este equipo estuvo un único año antes de ser traspasado al F. C. Midtjylland.

## Selección nacional
Fue internacional sub-17, sub-18, sub-19, sub-20 y sub-21 con la selección de fútbol de Croacia. El 6 de junio de 2022 debutó con la absoluta en un encuentro de la Liga de Naciones de la UEFA 2022-23 ante Francia que finalizó en empate a uno.

### Participaciones en Copas del Mundo
| Mundial      | Sede  | Resultado     | Partidos | Goles |
| ------------ | ----- | ------------- | -------- | ----- |
| Mundial 2022 | Catar | Tercer puesto | 0        | 0     |

### Participaciones en Eurocopas
| Copa          | Sede     | Resultado    | Partidos | Goles |
| ------------- | -------- | ------------ | -------- | ----- |
| Eurocopa 2024 | Alemania | Primera fase | 0        | 0     |

## Clubes
| Club                    | País      | Año       |
| ----------------------- | --------- | --------- |
| U. S. Sassuolo Calcio   | Italia    | 2017-2019 |
| F. C. Südtirol (cedido) | Italia    | 2017-2018 |
| Spezia Calcio (cedido)  | Italia    | 2018-2019 |
| Spezia Calcio           | Italia    | 2019-2021 |
| U. S. Sassuolo Calcio   | Italia    | 2021-2024 |
| Spezia Calcio (cedido)  | Italia    | 2021-2022 |
| Bologna F. C. 1909      | Italia    | 2024-2025 |
| F. C. Midtjylland       | Dinamarca | 2025-     |

## Palmarés

### Títulos nacionales
| Título      | Club               | País   | Año  |
| ----------- | ------------------ | ------ | ---- |
| Copa Italia | Bologna F. C. 1909 | Italia | 2025 |